# La Bussière (Vienne)
La Bussière è un comune francese di 371 abitanti situato nel dipartimento della Vienne nella regione della Nuova Aquitania.

## Società

### Evoluzione demografica
Abitanti censiti